# جون تايلور جاتو
جون تايلور جاتو (بالإنجليزية: John Taylor Gatto) (ولد في 15 ديسمبر 1935) وهو مدرس أمريكي متقاعد يتمتع بخبرة تصل إلى 30 عامًا في التدريس بالفصول، ومؤلف العديد من الكتب عن التعليم. وهو ناشط يُعنى بنقد التعليم الإلزامي والفجوة الملحوظة بين سنوات المراهقة والبلوغ، وما يصفه بالطبيعة المسيطرة التي يتسم بها الخطاب المتعلق بالتعليم والمهن التعليمية.

## السيرة الذاتية
ولد جاتو في بلدة الصلب بمنطقة بيتسبرغ في مونونجاهيلا في ولاية بنسلفانيا. والتحق في شبابه بمدارس حكومية في منطقة بيتسبرغ مترو، وتتضمن ذلك سويسفيل ومونونجاهيلا ويونيونتاون وكذلك المدرسة الداخلية الكاثوليكية في لاتروب. وعمل قبل تخرجه في كورنيل وجامعة بيتسبرغ وكولومبيا، ثم خدم في السلاح الطبي في جيش الولايات المتحدة في فورت نوكس وكنتاكي وفورت سام هيوستن وتكساس. بعد خدمته في الجيش، تولى عمله كخريج في جامعة مدينة نيويورك وكلية هنتر وجامعة يشيفا وجامعة كاليفورنيا، بيركلي وكورنيل.
وعمل كاتبًا وتولى العديد من الوظائف الاستثنائية قبل أن يستعير رخصة أبحاث التدريس من زميله في الغرفة. ترشح جاتو أيضًا لعضوية مجلس شيوخ الولاية في نيويورك عن الحي 29 في عامي 1985 و1988 وذلك عن حزب المحافظين بنيويورك ضد السيناتور ديفيد باترسون. حصل على لقب مدرس العام في مدينة نيويورك أعوام 1989 و1990 و1991 ومدرس العام في ولاية نيويورك عام 1991. في عام 1991، كتب خطابًا يعلن فيه استقالته تحت عنوان أنا مستقيل، على ما أعتقد (I Quit, I Think)، وتم نشره في الصفحات الافتتاحية في مجلة وولستريت، قال فيه إنه لم يعد يريد «إيذاء الأطفال كوسيلة لكسب الرزق». وبدأ بعد ذلك مسيرته في الخطابة والكتابة وتسلم عدة جوائز من المنظمات التحررية، منها جائزة أليكسس دي توكويفيل (Alexis de Tocqueville) عن التميز في النهوض بالحرية التعليمية في عام 1997.
وهو يدعو إلى التعليم المنزلي، وبالتحديد التعليم المنزلي على مسؤولية المتعلم والتعليم مفتوح المصادر. وقد وصف ويد إيه كاربنتر، أستاذ التعليم المساعد في
كلية بيري، كتبه بأنها «لاذعة» و«أحادية الجانب ومبالغ فيها [ولكنها] دقيقة» وعبر عن اتفاقه مع جاتو.
يعمل جاتو حاليًا على فيلم وثائقي من ثلاثة أجزاء بعنوان الغرض الرابع (The Fourth Purpose). وهو يقول إنه تأثر بفيلم كين برنز الحرب الأهلية (The Civil War).
في عام 2011، أصيب بنوبتين قلبيتين كبريين وتلقى المئات من رسائل الدعم من الأصدقاء والمعجبين حول العالم. وعانى من صعوبات مالية؛ إذ أن تأمينه الصحي لم يغطِ نفقاته الطبية الخاصة بإعادة التأهيل بالكامل.

## أطروحته الرئيسية
ماذا تقدم المدرسة للأطفال؟ يتناول جاتو هذه الأمور المهمة في مؤلفه «إحباطنا» (Dumbing Us Down):
1. إنها تربك الطلاب. كما أنها تقدم مجموعة غير مترابطة من المعلومات التي يحتاج الطفل إلى حفظها ليظل في المدرسة. وبغض النظر عن جميع الاختبارات والتجارب التي توضح أن البرمجة مشابهة للتلفاز، فإنها تشغل وقت «فراغ» الأطفال بالكامل تقريبًا. الشخص يرى ويسمع شيءًا ما وينساه فيما بعد.
2. تعلمهم تقبل انتمائهم الطبقي.
3. تجعلهم غير مبالين.
4. تجعلهم في حالة عوز عاطفي.
5. تجعلهم في حالة عوز فكري.
6. تعلمهم نوعًا من الثقة في النفس يتطلب تأكيدًا مستمرًا من جانب الخبراء (احترام الذات المؤقت).
7. توضح لهم أنهم لا يمكنهم التخفي لأنهم يخضعون للإشراف دائمًا.[11]

يشير أيضًا إلى التناقض بين المجتمعات و«الشبكات» حيث يرى أن المجتمعات هي الأفضل وأن المدارس بمثابة أمثلة على الشبكات؛ وفي الولايات المتحدة، أصبحت الشبكات بديلاً ضارًا للمجتمع.

## قائمة المصادر
- Dumbing Us Down: The Hidden Curriculum of Compulsory Schooling (1992).
- The Exhausted School (1993).
- A Different Kind of Teacher: Solving the Crisis of American Schooling (2000). ISBN 1-893163-21-0
- The Underground History of American Education (2001). (Complete Text online)
- Weapons of Mass Instruction: A Schoolteacher's Journey through the Dark World of Compulsory Schooling (2008). ISBN 0-86571-631-5
- 'Against School' (2001) (Complete Text Online)

## وصلات خارجية
- جون تايلور جاتو على موقع IMDb (الإنجليزية)
- جون تايلور جاتو على موقع قاعدة بيانات الفيلم (الإنجليزية)

- Official Website
- Kinza Academy, Homeschooling with the Classics. Gatto is on the Advisory Board.
- Collection of essays Gatto is a regular columnist for The Link Homeschool Newspaper
- Transcript of radio interview with Jerry Brown
- Gatto's November 2007 visit to Netherlands: audio, video and articles
- Book reviews by Layla AR
- The Underground History of American Education by John Taylor Gatto (complete download)
- Collection of John Taylor Gatto quotes and videos

### كتابات ومحاضرات
- "Against School" – originally published in Harper's Magazine, September 2003
- "The Six-Lesson Schoolteacher" – originally published in Whole Earth Review, Fall 1991
- A set of quotes from Gatto and links to original essays
- "Institutional Schooling Must Be Destroyed"
- "The Tyranny Of Compulsory Schooling"
- "The Public School Nightmare: Why fix a system designed to destroy individual thought?", article published by Diablo Valley School
- "Why Schools Don't Educate - Teacher of the Year acceptance speech"
- "A Short Angry History of American Forced Schooling"
- Book reviews by Layla AR
- Everything We Think About Schooling Is Wrong! نسخة محفوظة 9 نوفمبر 2020 على موقع واي باك مشين. – Interview with Gatto (PDF file download)
- A set of quotes from Gatto and links to original essays

### الوسائط المتعددة
- Bartleby Project 2010 على يوتيوب
- 4th Purpose Promo – Trailer for The Fourth Purpose
- John Gatto Keynote Talks نسخة محفوظة 29 سبتمبر 2011 على موقع واي باك مشين. - Video: Five complete keynote talks by John Gatto (2004–2010)
- Altruists.org – download audio files of some of Gatto's talks
- Video of Gatto interview, broken into topic sections
- Speech at a home schooling Conference by Radio for Peace نسخة محفوظة 7 مارس 2021 على موقع واي باك مشين. (إم بي 3)
- The Lew Rockwell Show, Aug 25, 2010 نسخة محفوظة 1 أبريل 2013 على موقع واي باك مشين.
- Collection of Gatto Files, mainly MP3s